# Karl Viktor von Merode zu Merfeld
Karl Viktor von Merode zu Merfeld (* 28. Oktober 1782; † 9. April 1852) war Domherr in Münster.

## Leben
Karl Viktor von Merode zu Merfeld entstammte dem rheinischen Adelsgeschlecht von Merode. Er war der Sohn des Otto Matthias von Merode zu Merfeld († 1800) und dessen Gemahlin Maria Theresia von Elverfeldt zu Steinhausen. Nach dem Erlöschen des Stammes Merfeld fiel das Haus Merfeld 1691 im Erbwege an die Familie von Merode. Durch den Tod des Domdechanten Ernst Konstantin von Droste zu Hülshoff im Jahre 1799 kam die frei gewordene Dompräbende in die Hände des Kurfürsten Maximilian Franz. Karl Viktors Mutter wandte sich, nachdem sie Witwe mit drei unversorgten Kindern geworden war, an den Kurfürsten mit der Bitte, diese Präbende Karl Viktor zu verleihen. Der Kurfürst kam der Bitte nach und übertrug die Präbende. 1811 verzichtete er auf die Pfründe und heiratete im Jahre 1826 Mechtilde von Twickel. Aus der Ehe sind keine Kinder hervorgegangen, so dass mit Karl Viktors Tod der Familienzweig ausstarb.